# Sistema Nacional para el Desarrollo Integral de la Familia
El Sistema Nacional para el Desarrollo Integral de las Familias (SNDIF), comúnmente llamado DIF Nacional o DIF, es un organismo descentralizado mexicano sectorizado a la Secretaría de Salud con funciones de la institución pública encargada de dirigir la asistencia social a nivel nacional. 
Entre las actividades generales de la institución, se encuentran el promover la planificación familiar, el cuidado y protección de los derechos de la niñez y adolescencia, la asistencia a las personas de la tercera edad, la lucha contra el abuso de sustancias y entre otras.
Fue fundada en 1977 por Carmen Romano, esposa del presidente José López Portillo al fusionar el Instituto Mexicano para la Infancia y la Familia (IMPI) y el Instituto Mexicano de Asistencia a la Niñez (IMAN).

## Dirección y administración
El DIF Nacional cuenta con una Junta de Gobierno y una persona titular del organismo que es designada por el o la presidenta de México.
Tradicionalmente, la presidencia de la junta de gobierno de este organismo había sido ocupado por la primera dama de México, es decir, la esposa del presidente; así fue hasta el sexenio de Enrique Peña Nieto.
Actualmente, la presidencia de su junta de gobierno se encuentra a cargo del Secretario de Salud de México.

## Funciones
El Sistema Nacional DIF es el organismo público descentralizado encargado de coordinar el Sistema Nacional de Asistencia Social Pública y Privada; promotor de la protección integral de los derechos de las niñas, niños y adolescentes, bajo el imperativo constitucional del interés superior de la niñez, así como del desarrollo integral del individuo, de la familia y de la comunidad, principalmente de quienes por su condición física, mental o social enfrentan una situación de vulnerabilidad, hasta lograr su incorporación a una vida plena y productiva.

### Organización y estructura
Para el despacho de los asuntos de su competencia, el SNDIF cuenta con las siguientes unidades administrativas:
- Titular del Organismo
  - Dirección General de Asuntos Jurídicos
  - Dirección General de Enlace Interinstitucional
  - Unidad de Atención a Población Vulnerable
    - Dirección General de Alimentación y Desarrollo Comunitario
    - Dirección General de Proyectos Especiales de Atención a Población Vulnerable
    - Dirección General de Profesionalización y Certificación

  - Unidad de Asistencia e Inclusión Social
    - Dirección General de Integración Social
    - Dirección General de Discapacidad, Inclusión y Rehabilitación

  - Procuraduría Federal de Protección de Niñas, Niños y Adolescentes
    - Dirección General de Representación Jurídica y Restitución de Derechos de Niñas, Niños y Adolescentes
    - Dirección General de Regulación de Centros de Asistencia Social
    - Dirección General de Normatividad, Promoción y Difusión de los Derechos de Niñas, Niños y Adolescentes
    - Dirección General de Coordinación y Políticas

  - Unidad de Administración y Finanzas
    - Dirección General de Programación y Presupuesto
    - Dirección General de Recursos Materiales y Servicios
    - Dirección General de Recursos Humanos y Organización

  - Órgano Interno de Control Específico

## Sistemas estatales y municipales DIF
En 1977 se fusionan el Instituto Mexicano para la Infancia y la Familia (IMPI) y el Instituto Mexicano de Asistencia a la Niñez (IMAN), dando paso a la creación del Sistema Nacional para el Desarrollo Integral de la Familia. Con la promulgación de la Ley que crea al SNDIF en 1986, se ampliaron sus facultades al otorgarle el carácter de coordinador de los esfuerzos asistenciales, tanto en los tres órdenes de gobierno, como entre instituciones y organismos, públicos y privados, inmersos en la prestación de servicios de asistencia social.
Si bien el Sistema Nacional para el Desarrollo Integral de la Familia pertenece a la Administración Pública Federal, a partir de la Ley de Asistencia Social, y la Leyes de Asistencia Social de las Entidades Federativas, existen organismos denominados Sistemas Estatales para el Desarrollo Integral de la Familia (SEDIF) que forman parte de la Administración Pública Estatal o Subnacional; asimismo Sistemas Municipales para el Desarrollo Integral de la Familia (SMDIF) en la Administración Pública municipal o Ayuntamiento.
Estos SEDIF y SMDIF mantienen facultades concurrentes con el SNDIF. Asimismo el SNDIF mantiene facultades de coordinación con los SEDIF y estos a su vez con los SMDIF.

## Titulares del SNDIF
|  | Titular                         | Periodo                | Periodo                  | Presidente | Presidente                  |
|  | ------------------------------- | ---------------------- | ------------------------ | ---------- | --------------------------- |
|  | María del Rocío García Pérez    | 1 de octubre de 2024   |                          |            | Claudia Sheinbaum Pardo     |
|  | Nuria María Fernández Espresate | 1 de febrero de 2022   | 30 de septiembre de 2024 |            | Andrés Manuel López Obrador |
|  | María del Rocío García Pérez    | 1 de diciembre de 2018 | 11 de enero de 2022      |            | Andrés Manuel López Obrador |
|  | Antonio de Jésus Naime Libien   | 1 de abril de 2018*    | 30 de noviembre de 2018  |            | Enrique Peña Nieto          |
|  | Laura Barrera Fortoul           | 3 de marzo de 2017     | 16 de marzo de 2018      |            | Enrique Peña Nieto          |
|  | Laura Ibernia Vargas Carrillo   | 7 de enero de 2013     | 28 de febrero de 2017    |            | Enrique Peña Nieto          |

*Estimado